# 上野市
上野市（うえのし）は、三重県西部に存在した市。2004年11月1日に阿山郡及び名賀郡の3町2村と合併し伊賀市となったため消滅した。
伊賀地域の中心都市であり、上野市街地は合併後は伊賀市の中心地区となっている。
忍者の里、松尾芭蕉の生まれ故郷として有名である。また、特産品に伊賀組紐が有る。
群馬県の旧国名の上野国（こうずけのくに）や東京都台東区の上野と区別するため、伊賀上野（いがうえの）とも呼ばれる。

## 地理
上野盆地に位置する。

## 歴史
律令制の五畿七道では東海道の一角で、東国・伊勢への交通の要衝であった。
安土桃山時代に筒井氏が伊賀上野藩を立藩。江戸時代には伊勢津藩・藤堂氏の所領となり城代が置かれた。城下町として碁盤状に区画された町並みは、小京都に数えられている。
太平洋戦争では空襲の被害を受けた。上野空襲。
戦後、1951年（昭和26年）11月20日には、昭和天皇の戦後巡幸があり、上野小学校や服部地区農耕場に行幸した。
かつて財政再建団体に指定された時期があり、昭和最後の財政再建団体に指定された市であった。（2006年、北海道夕張市が指定されるまで最後の財政再建団体の市とされていた。）

### 沿革
- 1941年（昭和16年）9月10日 - 阿山郡上野町・小田村・三田村・城南村・新居村・長田村・花之木村が合併して上野市が発足する。
- 1947年（昭和22年）に日本社会党推薦候補の中井徳次郎が上野市長に当選して日本初の革新自治体となる。
- 1950年（昭和25年）8月1日 - 名賀郡猪田村・阿山郡府中村を編入。
- 1950年（昭和25年）12月16日 - 阿山郡友生村および中瀬村の一部（大字荒木字中之瀬の一部）を編入。
- 1955年（昭和30年）1月1日 - 名賀郡花垣村・比自岐村・依那古村を編入。
- 1955年（昭和30年）2月1日 - 阿山郡丸柱村の一部（大字比曽河内）を編入。
- 1955年（昭和30年）3月1日 - 名賀郡神戸村を編入。
- 1957年（昭和32年）7月1日 - 名賀郡古山村の一部（大字蔵縄手・菖蒲池・湯屋谷・界外・東谷・安場・鍛冶屋）を編入。
- 1977年（昭和52年） - 財政再建団体に指定（1982年〔昭和57年〕まで）。
- 2004年（平成16年）11月1日 - 阿山郡伊賀町・島ヶ原村・阿山町・大山田村・名賀郡青山町と合併して伊賀市が発足。同日上野市廃止。

## 行政

### 歴代市長
特記なき場合『日本の歴代市長 : 市制施行百年の歩み』などによる。
官選
| 代 | 氏名       | 就任                       | 退任                       | 備考 |
| -- | ---------- | -------------------------- | -------------------------- | ---- |
| 1  | 杉森万之輔 | 1941年（昭和16年）11月29日 | 1946年（昭和21年）11月18日 |      |

公選
| 代 | 氏名       | 就任                      | 退任                       | 備考 |
| -- | ---------- | ------------------------- | -------------------------- | ---- |
| 1  | 中井徳次郎 | 1947年（昭和22年）4月5日  | 1953年（昭和28年）3月18日  | 辞職 |
| 2  | 豊岡益人   | 1953年（昭和28年）5月3日  | 1965年（昭和40年）5月2日   |      |
| 3  | 山本忠雄   | 1965年（昭和40年）5月3日  | 1969年（昭和44年）5月2日   |      |
| 4  | 奥瀬平七郎 | 1969年（昭和44年）5月3日  | 1977年（昭和52年）4月26日  | 辞職 |
| 5  | 今中原夫   | 1977年（昭和52年）4月27日 | 1993年（平成5年）          |      |
| 6  | 今岡睦之   | 1993年（平成5年）4月4日   | 2004年（平成16年）10月31日 | 廃止 |

## 教育

### 高等学校
- 三重県立上野高等学校
- 三重県立上野工業高等学校（三重県立伊賀白鳳高等学校の前身校）
- 三重県立上野商業高等学校（三重県立伊賀白鳳高等学校の前身校）
- 三重県立上野農業高等学校（三重県立伊賀白鳳高等学校の前身校）
- 日生学園第一高等学校（桜丘中学校・高等学校の前身校、※中高併設）

### 中学校
- 上野市立崇廣中学校
- 上野市立桃青中学校（伊賀市立城東中学校の前身校）
- 上野市立府中中学校（伊賀市立城東中学校の前身校）
- 上野市立緑ヶ丘中学校
- 上野市立丸山中学校（伊賀市立上野南中学校の前身校）
- 上野市立大成中学校（上野市立成和中学校の前身校）
- 上野市立成和中学校（伊賀市立上野南中学校の前身校）
- 日生学園附属中学校（桜丘中学校・高等学校の前身校、※中高併設）

### 図書館
- 上野市立図書館
- 上野点字図書館

## 首都機能移転
上野市を中心とした伊賀地方・滋賀県南部、すなわちかつての伊賀と甲賀を合わせた「畿央地域」が首都機能移転の候補地の一つとして選定されている。選定の理由は、日本のほぼ中央であること、名古屋圏(中京圏)と大阪圏(関西圏,京阪神)の両方に近いこと、などである。

## 交通
名称等は2004年11月1日時点のもの

### 鉄道
西日本旅客鉄道（JR西日本）
関西本線: 佐那具駅 - 伊賀上野駅
近畿日本鉄道
近鉄大阪線: 伊賀神戸駅
伊賀線（現・伊賀鉄道伊賀線）: 伊賀上野駅 - 新居駅 - 西大手駅 - 上野市駅 - 広小路駅 - 茅町駅 - 桑町駅 - 猪田道駅 - 市部駅 - 依那古駅 - 丸山駅 - 上林駅 - 比土駅 - 伊賀神戸駅

### 道路
- 名阪国道
- 国道25号（大和街道・非名阪）
- 国道163号（伊賀街道）
- 国道165号（初瀬街道）
- 国道368号（名張街道・上野名張バイパス）
- 国道422号（三田坂・青山街道）

## 観光
- 上野公園
  - 上野城
  - 伊賀流忍者屋敷
  - 俳聖殿
  - 芭蕉翁記念館
- 芭蕉翁生家
- だんじり会館
- 崇広堂
- 鍵屋辻
- 比自山城
- 丸山城

## 出身有名人
- 服部治則 - 歴史学者。山梨大学名誉教授。戦国期武田氏の家臣団研究。
- 榊莫山 - 書家・作家。没時まで市内に在住していた。テレビなどにも多く出演している。
- 椎名桔平 - 俳優として活躍中。上野高校卒業。
- 麻耶雄嵩 - 推理作家。上野高校卒業。
- 松本キック - 俳優・お笑い芸人。松本ハウス改めJINRUIツッコミ担当。
- 一岡浩司 - 笠松競馬場公認予想屋
- 呉美保 - 映画監督
- 夢眠ねむ - アイドル
- 藤山智史 - サッカー選手